# Myzostoma cornutum
Myzostoma cornutum is een ringworm uit de familie Myzostomatidae.
Myzostoma cornutum werd in 1877 voor het eerst wetenschappelijk beschreven door Graff.